# 日本餃子協会 (企業)
日本餃子協会は、餃子に関する社会への提言および公表などの情報提供活動を行う合同会社。
公式キャラクターは「ちゃおず君」。
地域団体との交流を通じて餃子によるまちおこしを応援している。